# Ladenbergia macrocarpa
Ladenbergia macrocarpa är en måreväxtart som först beskrevs av Vahl, och fick sitt nu gällande namn av Johann Friedrich Klotzsch. Ladenbergia macrocarpa ingår i släktet Ladenbergia och familjen måreväxter. Inga underarter finns listade i Catalogue of Life.